# Sonate K. 189
La sonate K. 189 (F.141/L.143) en si bémol majeur est une œuvre pour clavier du compositeur italien Domenico Scarlatti.

## Présentation
La sonate K. 189, en si bémol majeur, notée Allegro, forme un couple avec la sonate suivante.

## Manuscrits
Le manuscrit principal est le numéro 18 du volume II (Ms. 9773) de Venise (1752), copié pour Maria Barbara ; l'autre est Parme IV 10 (Ms. A. G. 31409).

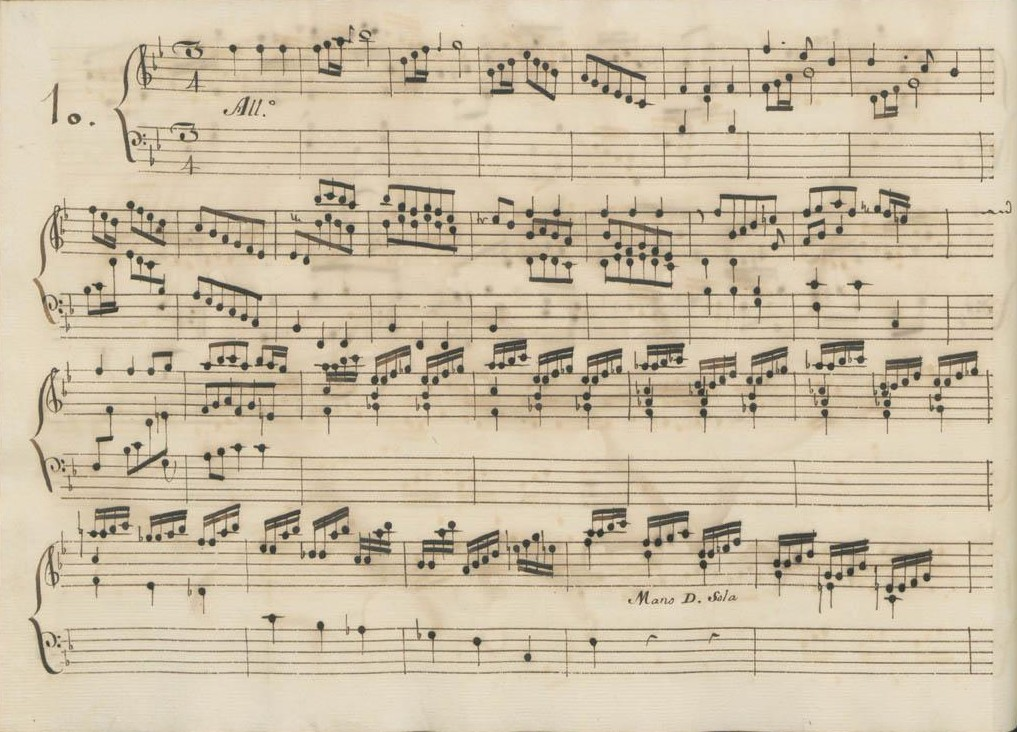
Parme IV 10.
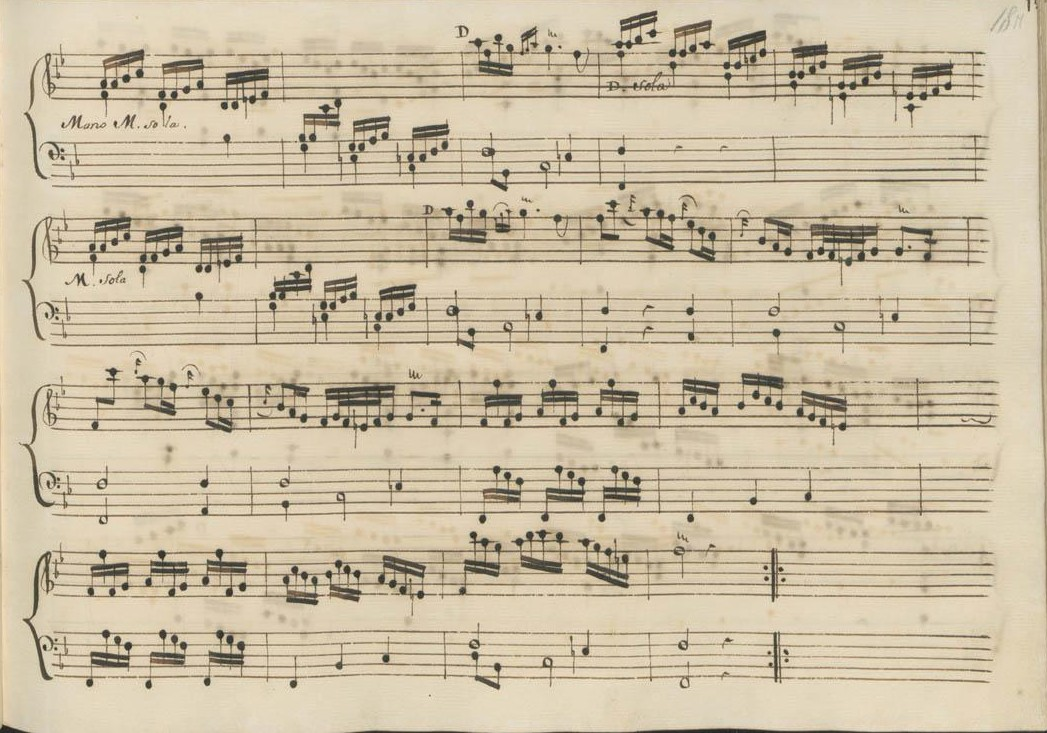
Parme IV 10 (fin de la première section).
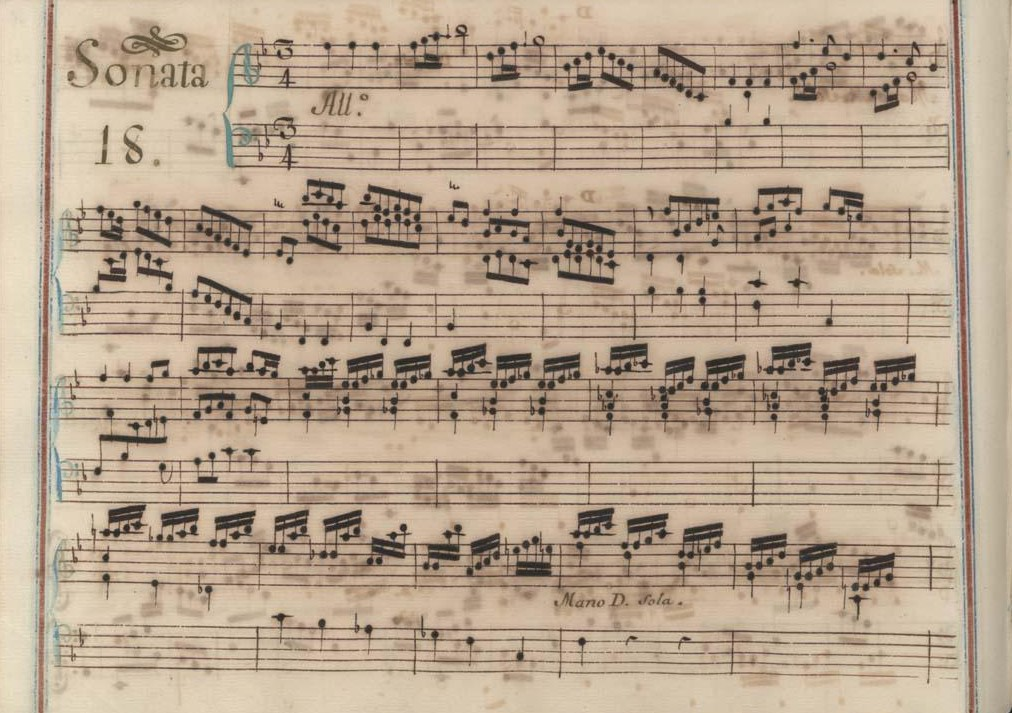
Venise II 18.
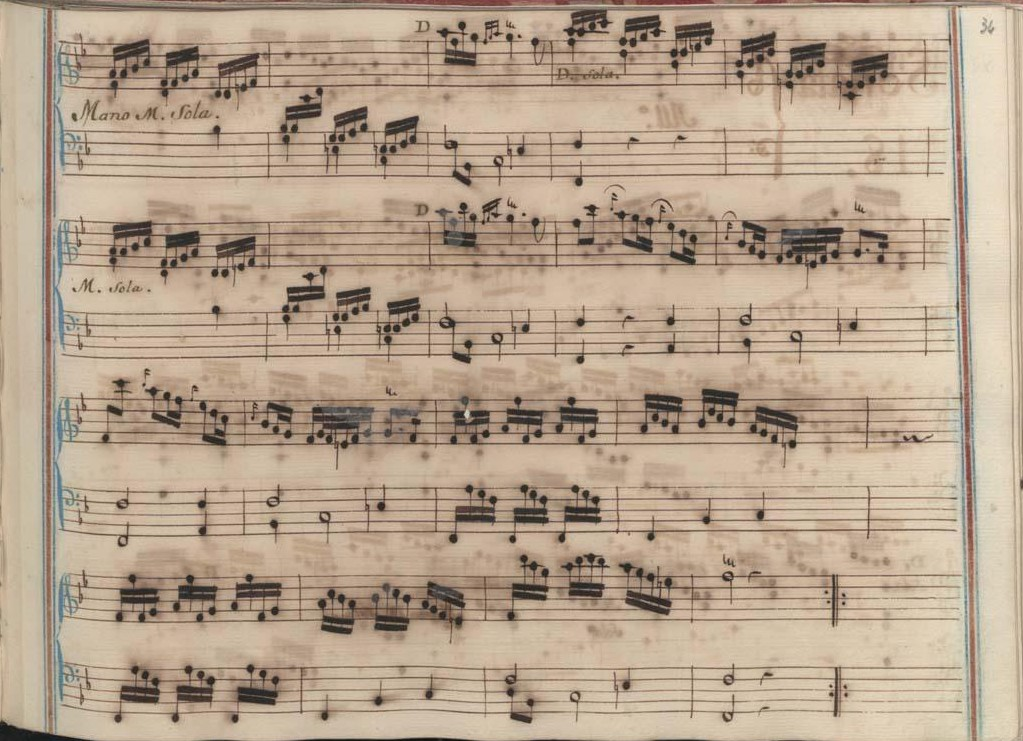
Venise II 18 (fin de la première section).
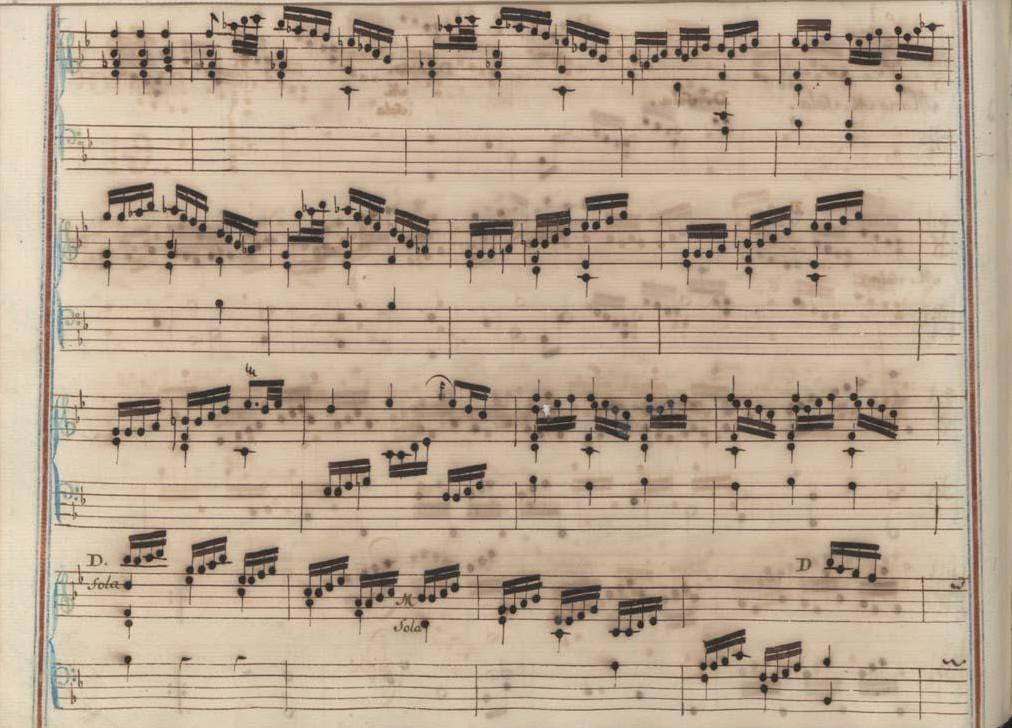
Venise II 18 (début de la seconde section).
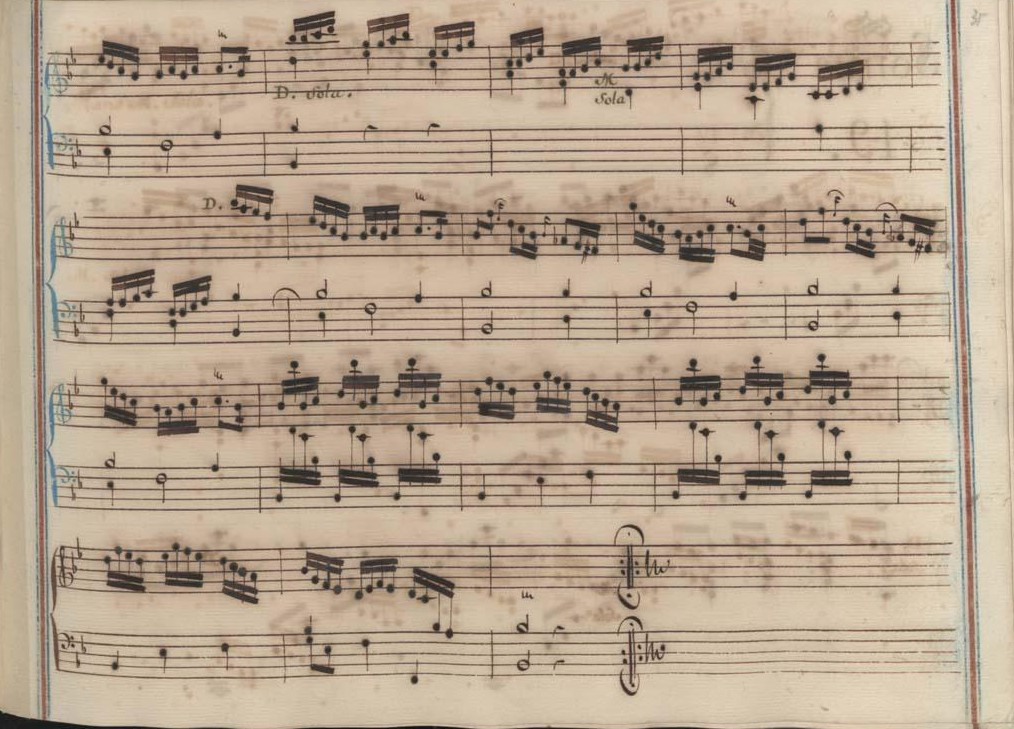
Venise II 18 (fin de la sonate).

## Interprètes
La sonate K. 189 est défendue au piano, notamment par Carlo Grante (2009, Music & Arts, vol. 2) et Sergio Gallo (fi) (2022, Naxos vol. 27) ; au clavecin, elle est jouée par Scott Ross (1985, Erato), Richard Lester (2001, Nimbus, vol. 1) et Pieter-Jan Belder (2002, Brilliant Classics, vol. 5).

## Sources
: document utilisé comme source pour la rédaction de cet article.
- Ralph Kirkpatrick (trad. de l'anglais par Dennis Collins), Domenico Scarlatti, Paris, Lattès, coll. « Musique et Musiciens », 1982 (1re éd. 1953 (en)), 493 p. (ISBN 978-2-7096-0118-4, OCLC 954954205, BNF 34689181).
- Alain de Chambure, « Domenico Scarlatti, Intégrale des sonates — Scott Ross », Erato/Éditions Costallat (2564-62092-2 (livret : 2292-45309-2)), 1985 (OCLC 891183737) .